# حركة الشباب الكاثوليكي الهندي
حركة الشباب الكاثوليكي الهندي (icym) هي أكبر حركة شبابية كاثوليكية رئيسية في الهند، تنتشر في ٦٨٦ منطقة في الهند، تعمل (icym) من خلال ١٤ منطقة و١٣٢ ابرشية وهي منظمة للشباب الكاثوليكي من الطقوس اللاتينية للمجتمع المسيحي عبر الهند، القديس الراعي لحركة الشباب الكاثوليكي الهندي هو القديس غونسالو جارسيا.

## التاريخ
أحلام وتطلعات الآلاف من الشباب والناشطين والمخرجين والاساقفة تحولت إلى حقيقة عندما وافق مؤتمر الاساقفة الكاثوليكي في الهند (cbci) على (icym) كحركة وطنية للشباب في ١٤ سبتمبر ١٩٩٩
في ٢٠١٧ بعد تفرع الطقوس الثلاثة (اللاتينية، سيرو مالابار، سيرو مالانكار) نقلت (icym) واعتمدت من قبل (ccbi) مؤتمر الاساقفة الكاثوليكي في الهند كحركة الشباب الوطنية وهي تقف الآن كحركة الشباب الرسمية للجنة الوطنية في (ccbi).

## الانشطة
التنمية المتكاملة للشباب من خلال التكوين والزمالة وعملها الاهداف الرئيسية لوزارة الشباب (icym) يلبي احتياجات متنوعة من التطوير الشامل لاعضاءها.
(Icym) تنسق أيضا الوفود الوطنية إلى يوم الشباب العالمي، يوم الشباب الآسيوي، البرلمان العالمي للشباب، يتم تعاونه مع (ysm /ycs) والجسم الشباب الدولي (fimcap)، كما انها مرتبطة بشبكة اجتماعية دولية تسمى (ucanews) وهي شبكة الاخبار الكاثوليكية في آسيا بشعارها "القيادة. الخدمة، التألق"، هناك الكثير مما يجب عمله وكسب مجتمع بأكمله.
(Icym) هي منظمة رسمية وإقليمية تحت رعاية مؤتمر الاساقفة الكاثوليك في الهند (ccbi) يتكون من الشباب بين الفئة العمرية من ١٨ – ٣٠ عاما الذين يؤمنون بالقيم والمبادئ الكاثوليكية، لكن المستفيدين هم شباب الديانات الأخرى.
اليوم (icym) لديها قوة عضوية من ١٠٤، ٦٨٥ شاباً مما يجعلها واحدة من المنظمات المؤثرة في البلاد.

## الراعي
راعي (icym.) هو القديس غونسالو جارسيا، وهو هندي برتغالي ولد في بلدة فاساي الساحلية الغربية وتوفي شهيداً في اليابان وتم تبجيله كقديس، أحد ستة وعشرين شهيداً من اليابان، وكانت جارسيا قد حققت في عام ١٦٢٧ من قبل البابا المدني الثامن وأعلن كقديس من قبل البابا بيوس الحادي عشر في ٨ يونيو١٨٦٢.